# Prinsen av Sjakk
Prinsen av Sjakk (título em inglês, The Prince of Chess) é um documentário norueguês de 2005, dirigido por Øyvind Asbjørnsen sobre o jovem gênio do enxadrismo Magnus Carlsen que conquistou o título de Grande Mestre com apenas treze anos de idade.